# Diocèse de Tibériade
Le diocèse de Tibériade, ou diocèse de Tabarie, était un diocèse correspondant à la principauté de Galilée dans le royaume latin médiéval de Jérusalem. C'est de nos jours un siège titulaire.

## Histoire
Dans l'antiquité, la ville de Tibériade en Galilée était suffisamment importante dans la province romaine de Palaestina Secunda pour devenir suffragante de l'archevêque métropolitain qui a pour siège Scythopolis.
Lors de la première croisade, Tibériade fut occupée par les Croisés peu après la prise de Jérusalem. En 1099, le site initial de la ville fut abandonné et la zone de peuplement se déplaça vers le nord, à son emplacement actuel. L'église Saint-Pierre, construite à l'origine par les Croisés, existe toujours aujourd'hui, bien que le bâtiment ait été modifié et reconstruit au fil des ans. Sous les Croisés, Tibériade devint le siège suffragant du nouvel archevêché de Nazareth, qui remplaça Scythopolis.

## Liste des évêques
- Hugues de Tabarie, mentionné en 1108
- Élie (fl. 1144)
- Herbert (fl. 1154)
- Raoul (fl. 1168-1170)
- Gérard (fl. 1174–1178)
- anonyme, décédé en 1190 lors du siège de Saint-Jean-d'Acre
- Geoffroy (fl. 1241)
- Eustorge (1259–1273)
- Guillaume Ier de Salonique (1273–1274)
- Guillaume II le Velus (1274–c. 1283)

## Liste des évêques titulaires
- Pietro Corsari (1397– ?)
- João Manuel (1442–1444)
- Reginaldo Romero (1488–1507)
- Pietro Giovanni de Melis (1517– ?)
- Giovanni Vitellio (1592–1594)
- Luis Cerqueira (1593–1598)
- Johann Anton Tritt von Wilderen (1619–1639)
- Clemente Confetto (1623–1630)
- Sigismund Graf Miutini von Spilenberg (1648–1653)
- Armand Gaston Maximilien de Rohan de Soubise (1701–1704)(par la suite cardinal)
- Aleksandras Mikalojus Gorainis (1704–1711)
- Daniel Joseph Mayer (1712–1732)
- Johann Moritz von Strachwitz (1761–1781)
- Erasmus Dionys Krieger (1781–1792)
- Leopold Maximilian von Firmian (1797–1800)
- Francesco Maria Paolucci Mancinelli (1801–1808)
- Karol Perényl (1808–1819)
- Richard Kornelius Dammers (1824–1842)
- Rodolpho von Thysebaert (1842–1868)
- Alessandro Valsecchi (1869–1879)
- Martin Marty (1879–1889)
- Giuseppe Ceppetelli (1890–1899) (puis patriarche latin de Constantinople)
- Luigi Spandre (it) (1899–1909)
- Bernardino Shlaku (1910–1911)
- Charles Maurice Graham (1911–1912)
- Giacomo Sinibaldi (1913–1928)
- Paulin Ladeuze (1928–1940)
- Egidio Luigi Lanzo (1940–1943)
- Giuseppe Della Cioppa (1943–1947)
- Raffaele Macario (1948–1966)